# Resolutie 1292 Veiligheidsraad Verenigde Naties
Resolutie 1292 van de Veiligheidsraad van de Verenigde Naties werd op 29 februari 2000 unaniem door de VN-Veiligheidsraad aangenomen.

## Achtergrond
Begin jaren 1970 ontstond een conflict tussen Spanje, Marokko, Mauritanië en de Westelijke
Sahara zelf over de Westelijke Sahara, een gebied dat tot dan in Spaanse handen was. Marokko legitimeerde zijn aanspraak op
basis van historische banden met het gebied. Nadat Spanje het gebied opgaf bezette Marokko er twee derde van. Het
land is nog steeds in conflict met Polisario dat met steun van Algerije de onafhankelijkheid
blijft nastreven. Begin jaren 1990 kwam een plan op tafel om de bevolking van de Westelijke Sahara
via een volksraadpleging zelf te laten beslissen over de toekomst van het land. Het was de taak van de VN-missie
MINURSO om dat referendum
op poten te zetten. Het plan strandde later echter door aanhoudende onenigheid tussen de beide partijen waardoor
ook de missie nog steeds ter plaatse is.

## Inhoud

### Handelingen
1. Besluit het mandaat van MINURSO te verlengen tot 31 mei.
2. Steunt het plan van de secretaris-generaal om zijn Speciale Gezant te vragen de partijen te consulteren om hun dispuut snel op te lossen.
3. Vraagt hem voordat het mandaat afloopt de situatie te beoordelen.
4. Besluit om op de hoogte te blijven.

## Verwante resoluties
- Resolutie 1263 Veiligheidsraad Verenigde Naties (1999)
- Resolutie 1282 Veiligheidsraad Verenigde Naties (1999)
- Resolutie 1301 Veiligheidsraad Verenigde Naties
- Resolutie 1309 Veiligheidsraad Verenigde Naties

Lijst ·  1285 ·  1286 ·  1287 ·  1288 ·  1289 ·  1290 ·  1291 ·  1292 ·  1293 ·  1294 ·  1295 ·  1296 ·  1297 ·  1298 ·  1299 ·  1300 ·  1301 ·  1302 ·  1303 ·  1304 ·  1305 ·  1306 ·  1307 ·  1308 ·  1309 ·  1310 ·  1311 ·  1312 ·  1313 ·  1314 ·  1315 ·  1316 ·  1317 ·  1318 ·  1319 ·  1320 ·  1321 ·  1322 ·  1323 ·  1324 ·  1325 ·  1326 ·  1327 ·  1328 ·  1329 ·  1330 ·  1331 ·  1332 ·  1333 ·  1334